# Rudolf Mayer
Rudolf Mayer (13. října 1837 Nová Hospoda u Skránčic – 12. srpna 1865 Loučim) byl český básník a spisovatel, představitel májovců.

## Životopis

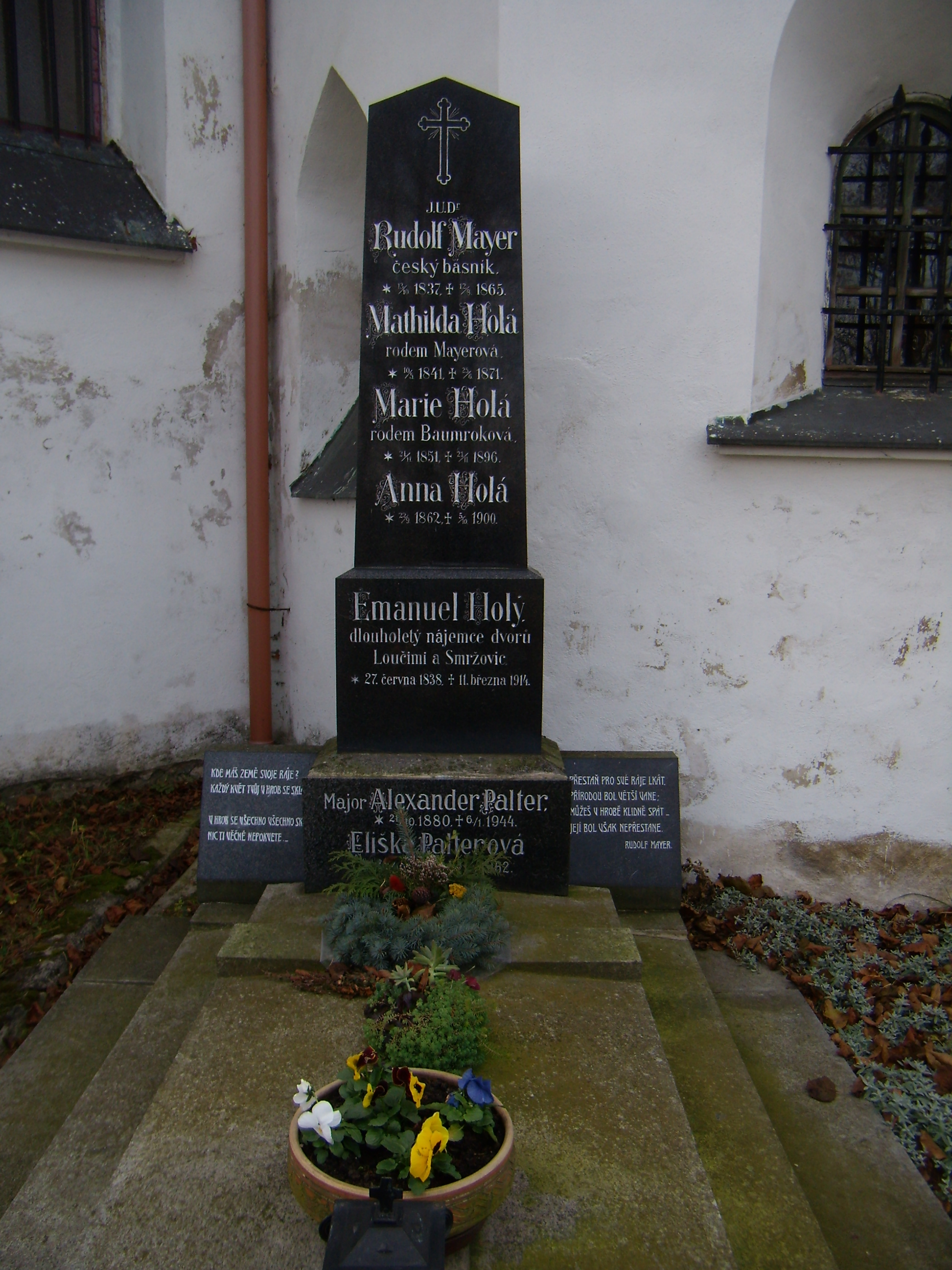
Hrob básníka Rudolfa Mayera v Loučimi.

Narodil se jako jedno ze šesti dětí hostinského v samotě Nová Hospoda (dnes část obce Zavlekov).
Základní školu navštěvoval v Plánici. Poté studoval na gymnáziu v Klatovech. Když mu bylo 13 let, zemřel mu otec, v šestnácti i matka. V dalších studiích ho podporoval strýc, lékař ve Vídni. Ve Vídni žil ve šlechtickém vychovatelském ústavu a studoval práva ve Vídni. Pro ponižování šlechtickými spolužáky i z dalších důvodů odešel po čtyřech semestrech v roce 1857 do Prahy, kde pokračoval ve studiu práv na Karlově univerzitě. V Praze žil chudě, bez podpory, živil se kondicemi. Po příchodu se brzy dostal do okruhu májovců a v jejich almanachu Máj roku 1858 publikoval své první verše.
Prahu opustil pro nemoc v roce 1864, živil se jako vychovatel a později v Praze jako koncipient. V roce 1864 získal s finanční podporou doktorát do dalšího zaměstnání však již pro nemoc nenastoupil. Pobýval mezi jiným u svých sester, u jedné z nich v Loučimi zemřel na tuberkulózu.

## Dílo
Jeho poezie patří k nejkvalitnější poezii tohoto období.[zdroj?] Za svého života nevydal žádnou sbírku, posmrtně je vydal jeho přítel. Tyto básně měly poměrně velký ohlas mezi májovci. Kulisou jeho veršů byla obvykle Šumava. Vzorem mu byl Mácha (což je znát zejména v básni Věčnost), ale Mayerova poezie měla navíc i silné sociální motivy. V básni V poledne je reprezentuje topič, který v kotelně bilancuje všechny ústrky a nespravedlnosti života a uvažuje nad tím, jestli by neměl výbuchem kotle, do něhož přikládá, zničit dům svých pánů. Uvědomuje si, že podobně uvažuje chátra, a že jsou v tom i rizika. Nakonec usoudí, že odstranění jednoho tyrana není spásou pro všechny, a o tu má jít především.
- Básně – nejznámější báseň je sociální balada V poledne
- Písně v Bouři
- Věčnost

Prakticky celá jeho poezie vyšla pod názvem Pro vlast a svobodu v roce 1951.

## Posmrtná pocta
- Památník Rudolfa Mayera stojí u Nové Hospody u Skránčic.[7]